# Avenida Juana Manso

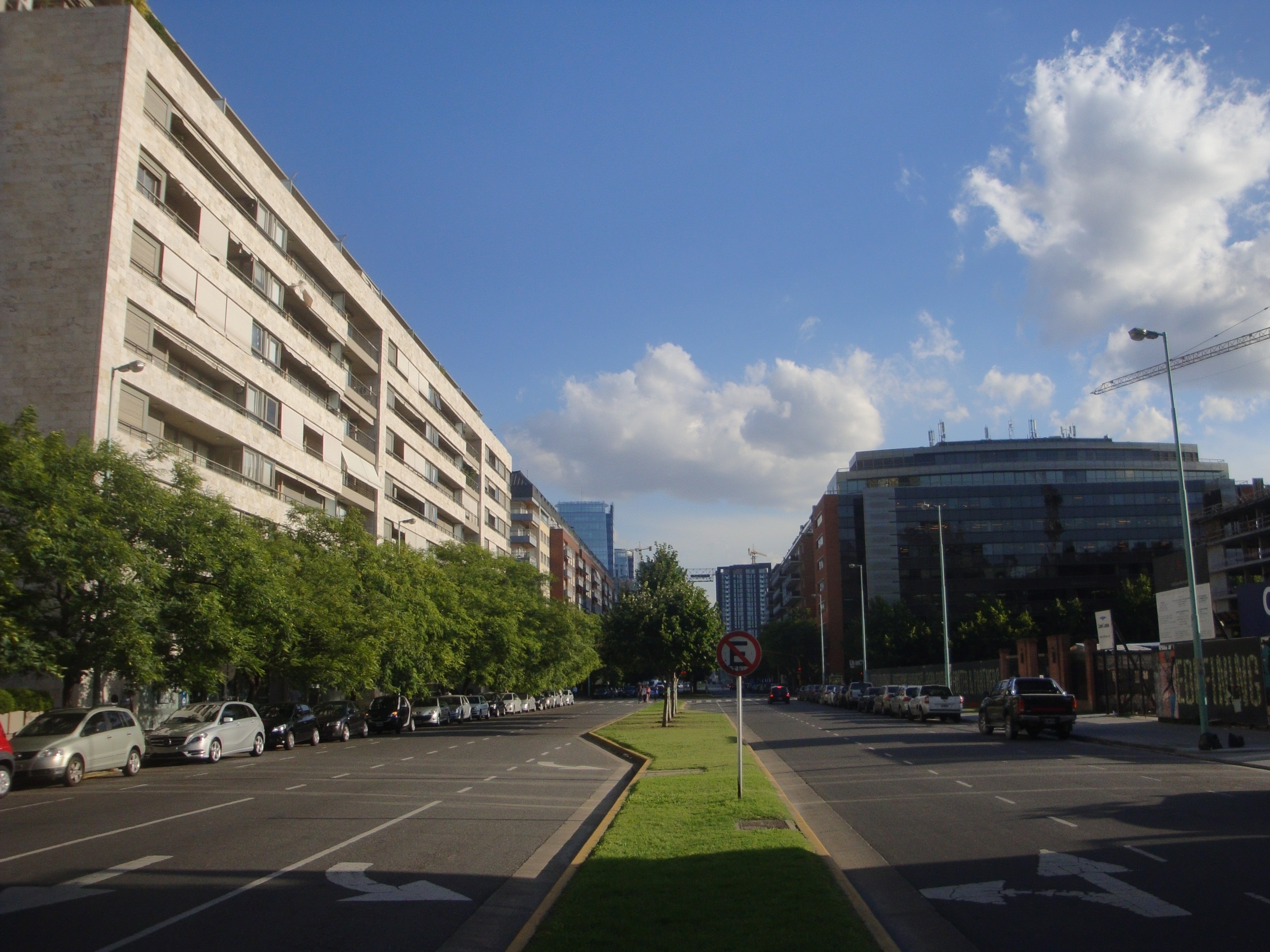
Avenida Juana Manso en su intersección con Petrona Eyle, Puerto Madero.

La Avenida Juana Manso es una de las arterias principales del barrio de Puerto Madero en la ciudad de Buenos Aires, zona caracterizada por tener nombre de mujeres en sus calles.
En esta avenida se encuentra el Puente de la Mujer y el Parque Mujeres Argentinas.